# Picumnus cirratus
El carpinterito variable o carpinterito común (Picumnus cirratus) es una especie de ave piciforme, perteneciente a la familia Picidae, del género Picumnus.

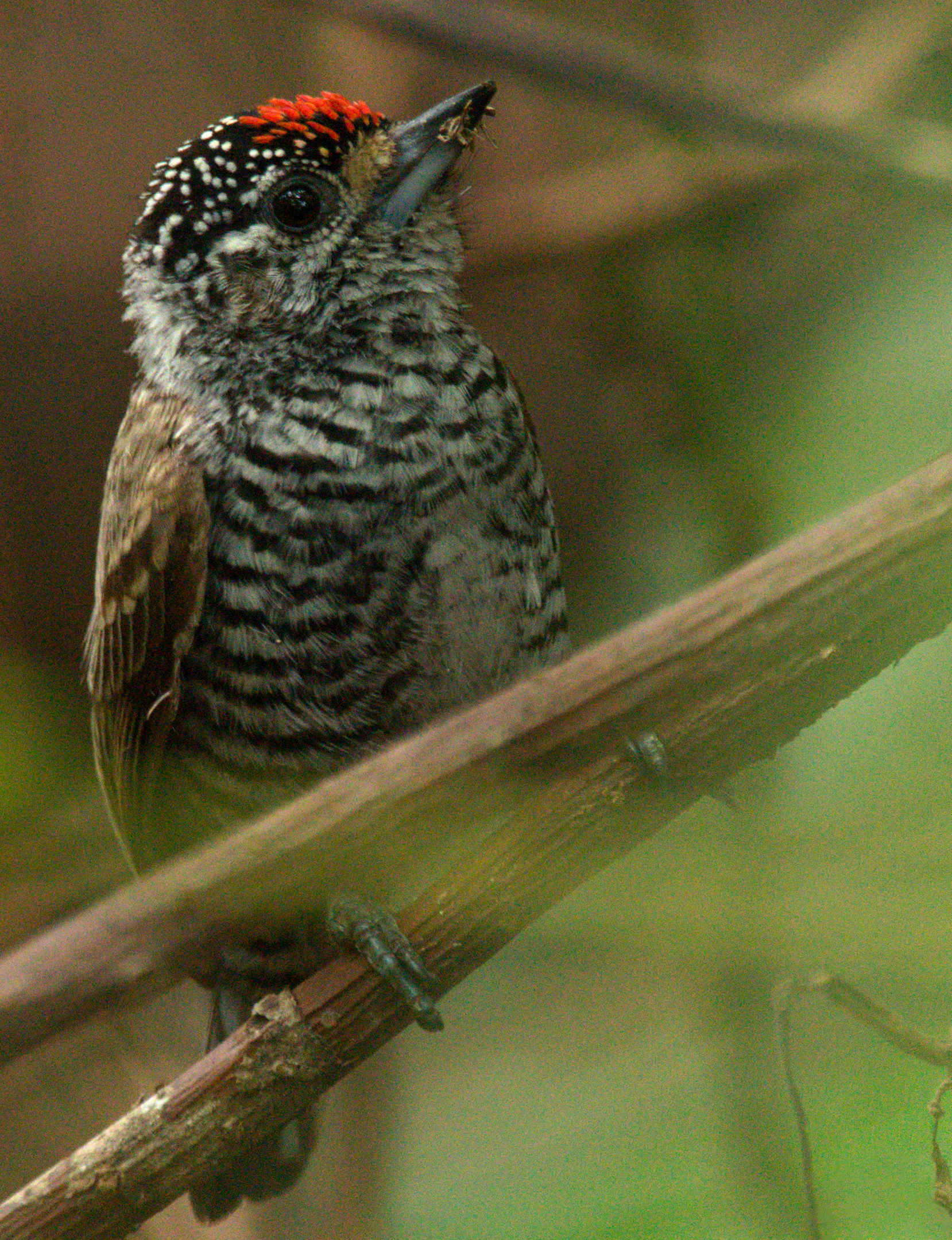
Picumnus cirratus (macho) en el Jardín Botánico de Asunción, Paraguay

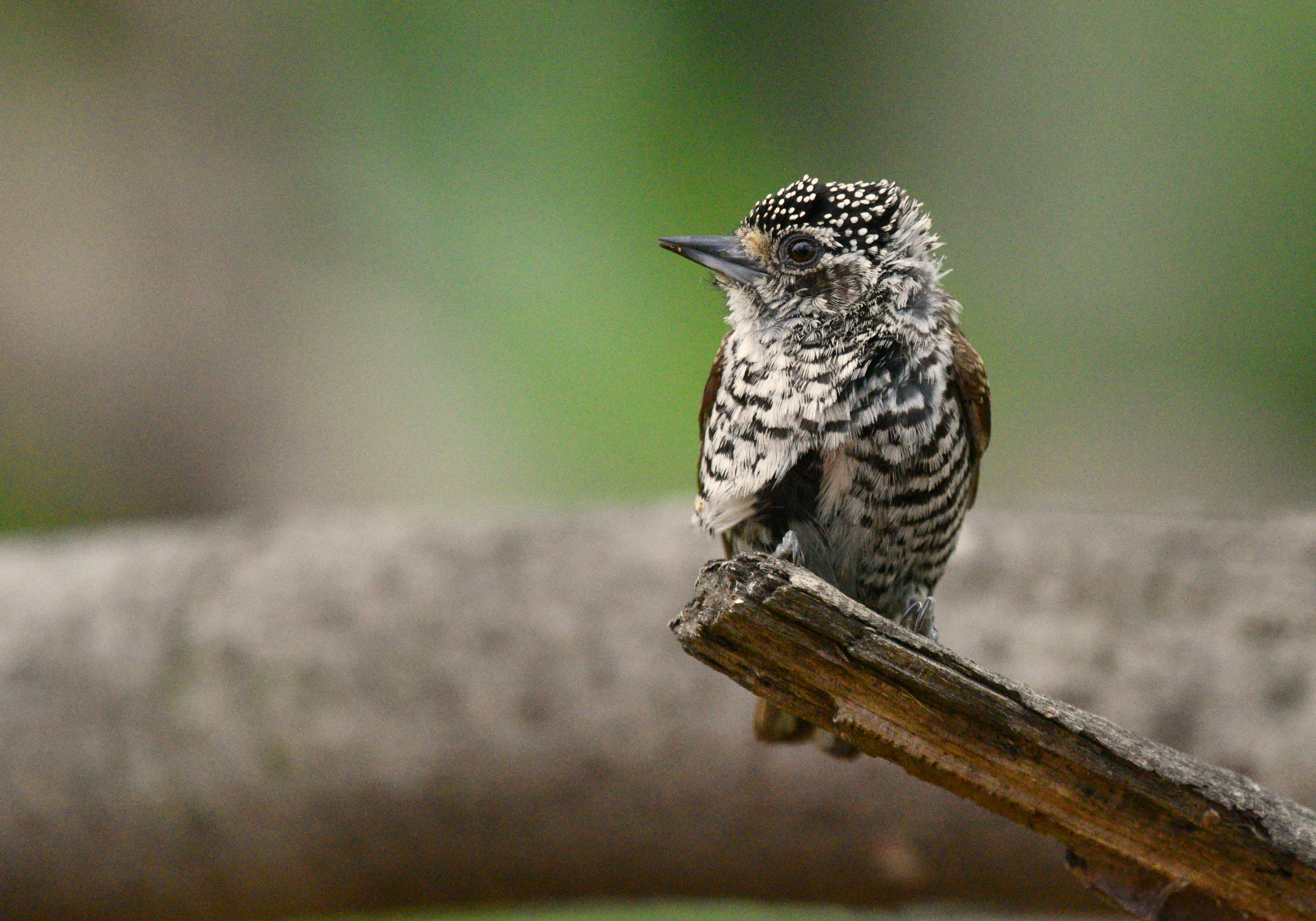
Picumnus cirratus (hembra) en Asunción, Paraguay

## Subespecies
- Picumnus cirratus cirratus (Temminck, 1825)
- Picumnus cirratus confusus (Kinnear, 1927)
- Picumnus cirratus macconnelli (Sharpe, 1901)
- Picumnus cirratus pilcomayensis (Hargitt, 1891)
- Picumnus cirratus thamnophiloides (Bond & Meyer de Schauensee, 1942)
- Picumnus cirratus tucumanus (Hartert, 1909)

## Distribución
Se encuentra en Bolivia, Brasil, Paraguay, Argentina, Uruguay y con pequeñas poblaciones en Guayana Francesa y Guyana.